# Pontifício Instituto Bíblico
O Pontifício Instituto Bíblico (italiano: Pontificio Istituto Biblico), ou "Biblicum", em Roma, Itália, é uma instituição da Santa Sé administrada pelos jesuítas e de ensino superior. Foi fundado pelo Papa Pio X pela Carta Apostólica Vinea Electa em 1909 como um centro de estudos avançados da Bíblia, com o objetivo de promover a doutrina católica e seus estudos relacionados.